# Blast First
La Blast First è una sottoetichetta della casa discografica indipendente Mute Records, fondata attorno al 1985. Fu così chiamata per una frase del giornale vorticista radicale Blast pubblicato da Wyndham Lewis nel 1914. Il "Manifesto" di Lewis iniziava con la frase "BLAST First (from politeness) ENGLAND".

## Storia dell'etichetta
Il marchio della Blast First fu fondato da Paul Smith per stampare nel Regno Unito i dischi dei Sonic Youth. A differenza della casa madre Mute Records, che era più orientata verso il synthpop, la Blast First si orientò verso sonorità post-hardcore e rock. Prima che la Mute Records fu venduta al gruppo EMI, la Blast First, assieme ad altri marchi come Fine Line e Grey Area, contribuì a delineare il profilo della compagnia.
La Blast First realizzò album di numerose band di musica alternativa, dai Butthole Surfers ai Labradford passando per i Suicide o i Dinosaur Jr. La Blast First organizzò poi le nottate di clubbing sperimentali chiamate Disobey, con Russell Haswell and Bruce Gilbert (aka DJ Beekeeper) della punk band Wire.

## Band ed artisti della Blast First
- A.C. Temple
- Acid Brass
- The Afghan Whigs
- Band of Susans
- Beme Seed
- Big Black
- Big Stick
- The Blue Humans
- Glenn Branca
- Caspar Brötzmann Massaker
- Butthole Surfers
- Dinosaur Jr
- FM Einheit & Caspar Brötzmann
- Erase Errata
- Fushitsusha
- The Charles Gayle Trio
- Michael Gibbs
- H.O.D.I.C.A.
- Keiji Haino
- Head of David
- Hovercraft
- HTRK
- KaitO
- Richard H. Kirk
- Labradford
- Liars
- Lunachicks
- The Mekons
- Mother Goose
- Phill Niblock
- Pan Sonic
- The Raincoats
- Rivulets
- Sonic Youth
  - Ciccone Youth
  - Lee Ranaldo
- Stretchheads
- Suicide
- Sun Ra
- Jimi Tenor
- Ed Tomney
- 2K
- Ut